# Ariella Käslin
Ariella Käslin (Lucerna, 11 de octubre de 1987) es una deportista suiza que compitió en gimnasia artística, especialista en la prueba de salto de potro.
Ganó una medalla de plata en el Campeonato Mundial de Gimnasia Artística de 2009 y tres medallas en el Campeonato Europeo de Gimnasia Artística, en los años 2009 y 2011.
Participó en los Juegos Olímpicos de Pekín 2008, ocupando el quinto lugar en su especialidad.

## Palmarés internacional
| Campeonato Mundial | Campeonato Mundial    | Campeonato Mundial | Campeonato Mundial  |
| Año                | Lugar                 | Medalla            | Prueba              |
| ------------------ | --------------------- | ------------------ | ------------------- |
| 2009               | Londres (Reino Unido) | Medalla de plata   | Salto de potro      |
| Campeonato Europeo |                       |                    |                     |
| Año                | Lugar                 | Medalla            | Prueba              |
| 2009               | Milán (Italia)        | Medalla de oro     | Salto de potro      |
| 2009               | Milán (Italia)        | Medalla de bronce  | Concurso individual |
| 2011               | Berlín (Alemania)     | Medalla de bronce  | Salto de potro      |